# Flórida
Flórida is een gemeente in de Braziliaanse deelstaat Paraná. De gemeente telt 2.535 inwoners (schatting 2009).

## Aangrenzende gemeenten
De gemeente grenst aan Ângulo, Atalaia, Lobato, Mandaguaçu en Santa Fé.